# Rumors (песня Лиззо)
«Rumors» (с англ. — «Слухи») — песня, записанная американской певицей Лиззо при участии рэперши Карди Би. Песня была выпущена 13 августа 2021 года на лейблах Nice Life Recording и Atlantic Records вместе с музыкальным клипом. Этот релиз стал первым релизом Лиззо более чем за два года, с момента выхода её третьего студийного альбома Cuz I Love You (2019). Песня была написана исполнительницами в соавторстве с Нейтом Мерсеро, Стивеном Чангом, Тероном Томасом, Торой Карр и Рики Ридом, а также спродюсирована последним.

## Предыстория и релиз
В октябре 2020 года Лиззо объявила, что её четвёртый студийный альбом близится к завершению, заявив, что у неё есть «еще несколько песен, которые осталось записать». 18 января 2021 года американская певица SZA подтвердила, что слышала новый материал певицы. Она объяснила, что Лиззо сыграла ей «лучшую песню, которую я когда-либо слышала в своей жизни», и что это заставило её плакать. 1 августа 2021 года Лиззо сказала поклонникам, что у неё есть захватывающий пост, которым она собирается поделиться на следующий день. 2 августа она вышла в социальные сети, чтобы объявить о выпуске сингла. Сингл был доступен для предварительного заказа в различных форматах. Выпуск этой песни ознаменовал первый релиз Лиззо более чем за два года, с момента выхода её третьего студийного альбома Cuz I Love You 9 апреля 2019 года.
Сопровождающее музыкальное видео для «Rumors» было выпущено вместе с песней 13 августа 2021 года. Режиссёром клипа стала украинская клипмейкер Таня Муиньо, сюжет отсылает к музам из диснеевского фильма «Геркулес» в декорациях, вдохновленных Древней Грецией. Заключительная поза перекликается с неоклассической картиной Жака-Луи Давида «Клятва Горациев». Во время клипа Лиззо и Карди носят золотые одеяния, тоги и головной убор в стиле Ионической колонны, а произведения искусства оживляются.

## Чарты
| Чарт (2021)                         | Высшая позиция |
| ----------------------------------- | -------------- |
| Австралия (ARIA)                    | 16             |
| Бельгия/Фландрия (Ultratop 50)      | 45             |
| Великобритания (OCC UK Singles)     | 20             |
| Ирландия (IRMA)                     | 16             |
| Литва (AGATA)                       | 40             |
| Новая Зеландия (Recorded Music NZ)  | 23             |
| Швеция (Sverigetopplistan)          | 60             |
| США (Billboard Pop Airplay)         | 26             |
| США (Billboard R&B/Hip-Hop Airplay) | 32             |
| США (Billboard Rhythmic)            | 32             |
| Канада (Billboard CHR/Top 40)       | 40             |